# Брено (Италия)
Брено (итал. Breno, ломб. Bré) — коммуна в Италии, в провинции Брешиа области Ломбардия.
Население составляет 4957 человек, плотность населения составляет 85 чел./км². Занимает площадь 58 км². Почтовый индекс — 25043. Телефонный код — 0364.
Покровителем коммуны почитается святой Валентин Интерамнский. Праздник ежегодно празднуется 14 февраля.
Через территорию коммуны проходит железная дорога Брешия-Изео-Эдоло.